# Luigi Corteggi

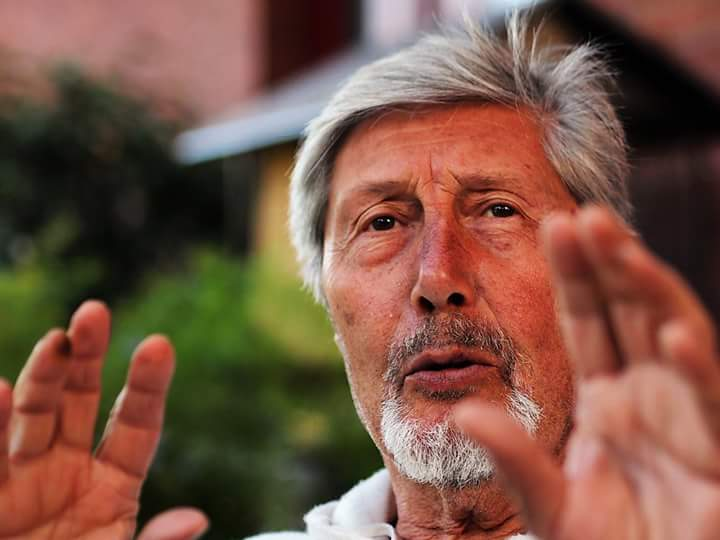
Luigi Corteggi (2014)

Luigi Corteggi (* 21. Juni 1933 in Mailand; † 26. Juli 2018 in Casorzo, auch bekannt unter dem Pseudonym Cortez), war ein italienischer Illustrator. Bekannt wurde er durch seine grafischen Arbeiten für die Verlagshäuser Editoriale Corno und Sergio Bonelli Editore, für die er die Grafiken bekannter Magazine wie Kriminal und Dylan Dog schuf.

## Biografie
Nach seinem Abschluss an der Akademie der bildenden Künste von Brera und nachdem er einige Jahre sein eigenes Werbestudio geleitet hatte, wechselte er zum Verlagswesen und arbeitete zunächst mit Editrice Universo und ab 1965 mit Editoriale Corno zusammen. Dort war er für die Grafiken der Veröffentlichungen zuständig und erstellte die Logos von u. a. Kriminal, Satanik, Maschera Nera, Gesebel, Eureka, Alan Ford. Er illustrierte einige ihrer Cover und fertigte Zeichnungen und Druckfarben für die Tafeln an; er kümmerte sich auch um die Grafiken der Titel der Superhelden-Marvel-Comics. Nachdem er Geschichten über Maschera Nera gemacht hatte, ging er zu Kriminal und Satanik, zwei Charakteren aus dem italienischen Black-Genre von Max Bunker, für die er die Logos der Titel erstellte, einige Episoden entwarf und Hunderte von Covers machte. Später arbeitete er als Zeichner und Inker auch für andere Bunker-Charaktere wie Gesebel und Alan Ford – und er gestaltete auch die ersten zehn Cover. Als Kurator kümmerte er sich um das Layout der zahlreichen Veröffentlichungen des Verlags und produzierte seine eigene Comic-Reihe, Thomas, eine Reihe humorvoller Postkarten, sowie einige grafische Werke für Zeitschriften, Lexika und wissenschaftliche Veröffentlichungen. Die Beziehung zu Editoriale Corno wurde 1975 unterbrochen, als er als künstlerischer Leiter bei Sergio Bonelli Editore eintrat. Dort wurde er gebeten, sowohl den technischen als auch den kreativeren Teil in Bezug auf allgemeine Grafiken, Beschriftungen, Cover und verwandte Titel und Marken sowie das Verwalten von Kontakten mit erstmaligen Designern zu übernehmen. In den siebziger Jahren arbeitete er auch mit Il Giornalino zusammen.
In den achtziger Jahren drehte er eine Folge der Comicserie Collana Rodeo – The Lost Spaceship, der einzigen Science-Fiction-Geschichte der Serie. Als Grafikdesigner realisierte er die Titel aller Bonelli-Publikationen, die nach seiner Ankunft begannen, wie Ken Parker, Mr. No, Martin Mystère, Dylan Dog, Nick Raider, Nathan Never und viele andere italienische Comicserien, die sich durch ihre grafische Eleganz auszeichnen.

## Bibliographie
- Cortez – La grafica di Corteggi dalla Corno alla Bonelli. A cura di S. Mercuri – IF (2005) ISBN 8852401369
- Luigi Corteggi – Un pittore prestato al fumetto –  Glamour International (1994)